# 宇宙服

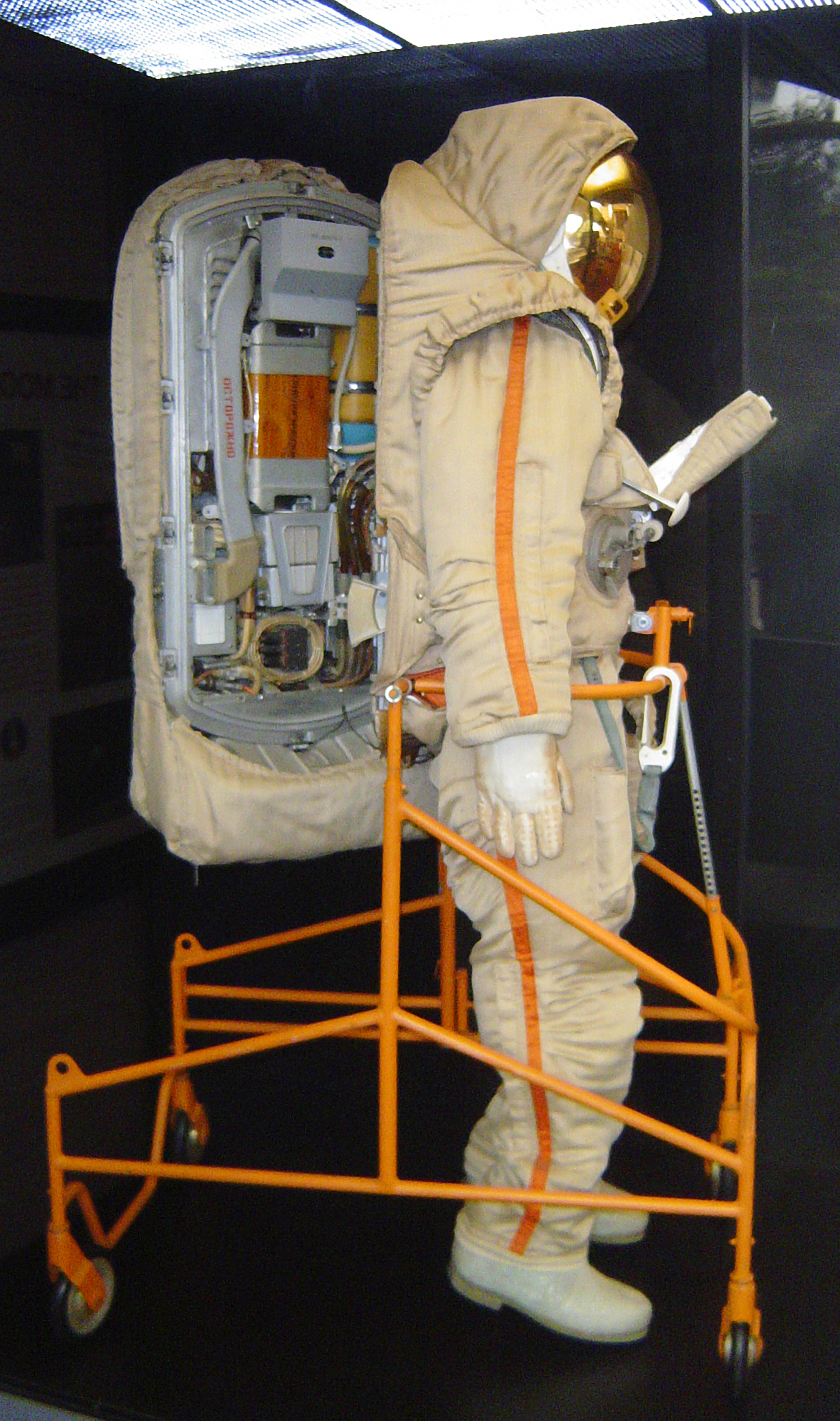
ロシア製（宇宙服製造でもっとも歴史の長いズヴェズダ社製）のクレチェット-94宇宙服。一体型。背中側を開けてそこから入りこむ方式。独りで、しかも数分で着ることができる。ただしサイズは基本的にはひとつ（調整は可能）。

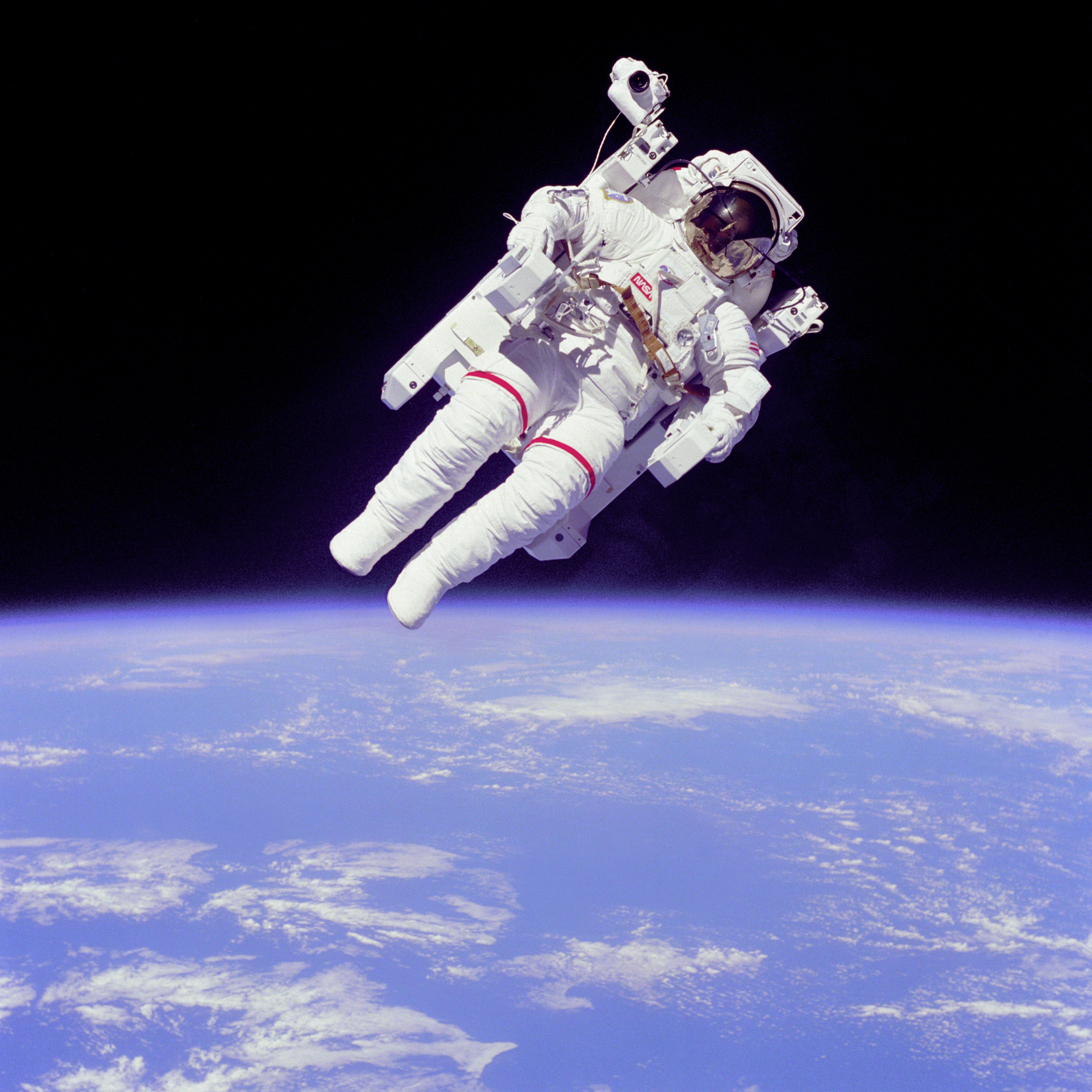
米国製の宇宙服。頭部、胴体、足の3つの部分に分解できる。ひとりで着ることはできず、他の人に助けてもらわないと着ることができない。着るのに比較的時間がかかる。そのかわり、サイズは幾パターンか用意されている。

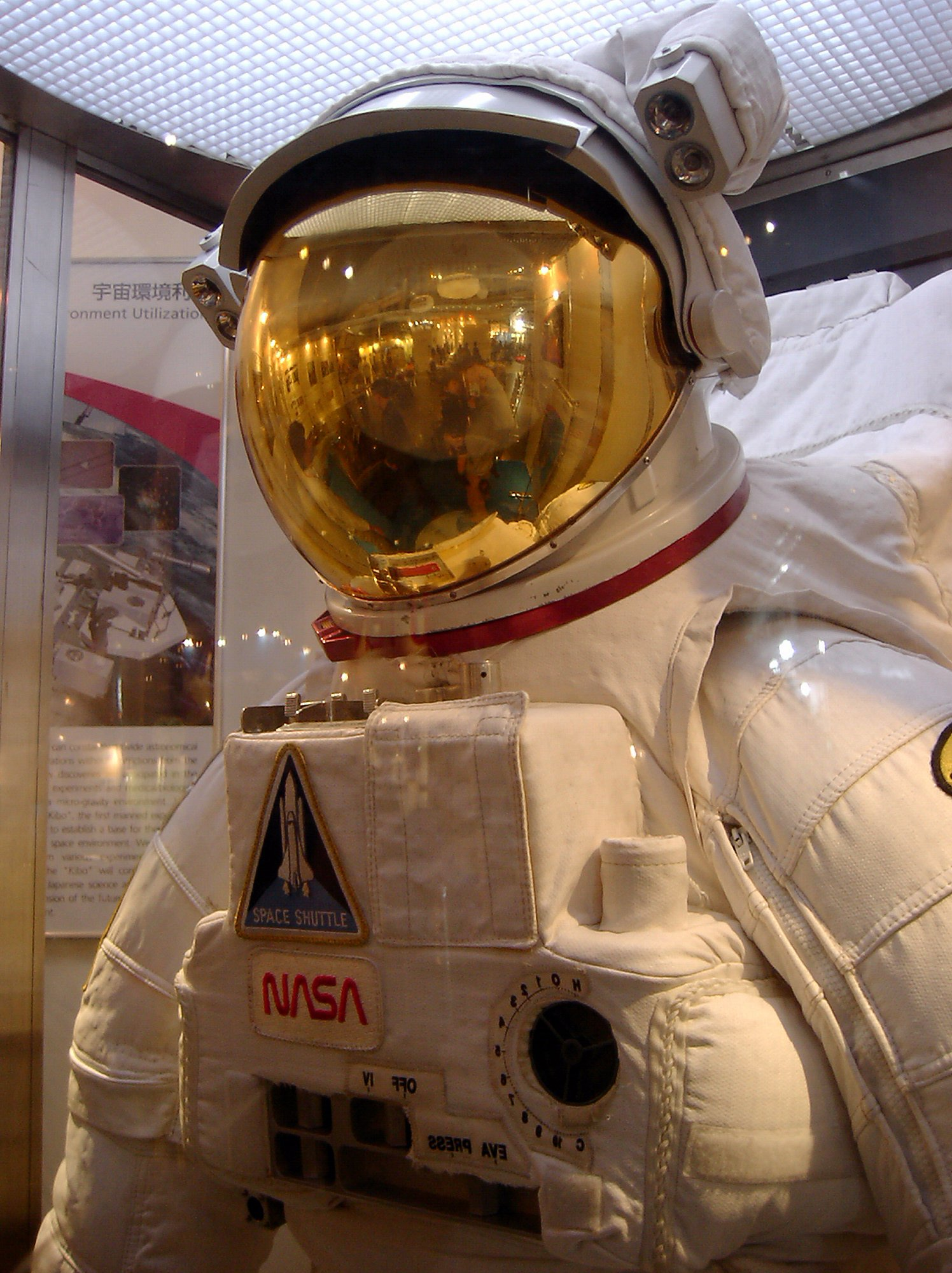
2005年1月に開催された神戸テクノフェアでの展示

宇宙服（うちゅうふく）とは、宇宙飛行士が宇宙空間で安全に生存・活動するために着用する、生命維持装置を備えた気密服のこと。宇宙船内で着用する船内服(与圧服)と、船外活動時に着用する船外服に大別される。ここでは、主に船外宇宙服について記述する。

## 機能
宇宙服には主に次の機能が要求される。
- 気密性と気圧の調整。
- 動きやすさ（気圧差によって膨張して動きにくくなるため）。
- 呼吸に必要な酸素の供給と二酸化炭素他の除去（呼気を循環して再使用するため）。
- 体温の調整、特に冷却（宇宙空間は低温ではあるのだが、宇宙服には宇宙飛行士の体温を逃がす場がなく、また太陽光線も強烈であるから活動時は温度が上昇することになる）。
- 宇宙塵、デブリ、紫外線など宇宙線からの防護。
- 外部との通信。

船外活動時、宇宙服内は与圧されているが周囲は真空のため、服がパンパンに膨らみ身動きを取るのはかなり大変な事である。実際、ソビエト連邦の宇宙飛行士アレクセイ・レオーノフが1965年に史上初の宇宙遊泳を行った際、宇宙服が風船のように膨張したため命綱をたぐり寄せて船内に戻るのが予想以上に困難となり、危うく宇宙船に帰還できないところであった。
アメリカ航空宇宙局（NASA）で船外活動に用いられている宇宙服 船外活動ユニット (EMU) は、宇宙服本体と背中に背負う生命維持システム、TVカメラと照明装置からなる。1980年代初めに使われた有人機動ユニット (MMU) は背中に背負うように装着し、窒素ガスの噴出によって宇宙空間での姿勢の制御、移動を可能にするものであったが、大型で実用的ではなかったためすぐに使われなくなった。代わって1990年代からは小型のSAFER (Simplified Aid For EVA Rescue) と呼ばれる緊急時以外は使用しないセルフレスキュー用の装置が開発され、国際宇宙ステーション（ISS）での船外活動 (EVA) ではSAFERの装着が義務づけられている。
NASAのEMUは、運用圧力が0.3 - 0.4気圧 (4.3psi)、重量約120kg、活動時間はおよそ7時間程度（最長8時間）である。ロシアのオーラン宇宙服の方は､約0.4気圧 (5.7psi) とEMUよりも若干圧力が高いため、作業性は劣るが、作業準備（プリブリーズ）時間が短縮できる利点がある。EMUは1人では装着できないのに対して、オーラン宇宙服は背中の扉を開いて中に入るタイプであり1人でも装着できる点も優れている。
太陽光対策として外装は白が基本である。

## 開発の歴史
気球を使った高高度での人体の影響を最初に発見したのは気象学者のジェームズ・グレーシャーである。彼は、高高度で呼吸困難などの影響があることを1862年に書き記している。また医者であり政治家でもあり航空医学の父とも呼ばれるポール・ベールは低圧チャンバーの実験や高高度での酸素不足で人間が死ぬこと、酸素を補給することで解決できることを記録に残している。
呼吸器の研究に大きな成果を上げた生理学者ジョン・スコット・ホールデンは、1920年代に与圧服の概念を発表した。
宇宙服の原型である世界初の与圧服は、1931年にソ連のエヴゲニー・チェルトフスキーが完成させた「スカファンドル」(скафандр, skafandr) だとされる。実用的な与圧服は、1934年に飛行士ウィリー・ポストがタイヤメーカーや機械技師などの協力を経てアメリカで開発された。
1965年3月18日にソ連のアレクセイ・レオーノフが、ボスホート2号から世界初の船外活動を行った。この時に使われたベールクト宇宙服が初の実用宇宙服である。この宇宙服は、船内与圧服を改良したものであった。ロシアは、1977年12月にサリュート6号での船外活動を始めたが、この時はオーラン宇宙服D型(Orlan-D) が使われた。オーラン宇宙服は、1960年代に月面用宇宙服として開発していたクレチェット (Krechet) 宇宙服をベースに開発された。1985年にはその改良型のオーランDMの使用を開始。1988年からは、宇宙船とのアンビリカル無しで自立しての作業が可能なオーランDMAの使用を開始した。1998年からは、さらに操作性を改善したオーランMの使用を開始。2009年からは、オーランMを改良したオーランMKが使用されるようになった。なお、ロシアの宇宙服は、使用寿命を迎えるとプログレス補給船に搭載して廃棄している。
アメリカは、1965年6月3日にジェミニ4号で初の船外活動を行った。その後、NASAではアポロ計画用の宇宙服を開発し、スペースシャトル用の宇宙服 (EMU) へと進化した。ジェミニ、アポロ計画での宇宙服は、船内用与圧服と宇宙服を共用していたが、スペースシャトルでは、船内与圧服（オレンジ色のスーツ）と宇宙服 (EMU) を使い分けるようになった。EMUは、国際宇宙ステーションでの船外活動に備えて、低温環境での保温性の強化や、腕の動かしやすさの改善、グローブの改善、SAFERやヘルメットカメラの装着などの細かな改善を積み重ねた。EMUは、M・L・XLサイズの3種類があり、各パーツを自由に組み合わせたり、延長リングを接続する事でかなりの範囲でサイズの調整が可能である。一方、ロシアのオーラン宇宙服にはサイズは無く、腕と脚の長さを絞って調節することで対応している。
当初NASAが製作したEMU宇宙服18着のうち、運用から約40年となる2017年時点では5着がミッション中に壊れ、1着が地上の試験中に壊れ、もう1着は検定のために製造され実用に向かないため、残りの11着がISS船外活動で使われ続けている。本来の設計寿命15年を大幅に超えて老朽化しており、トラブルも発生している。しかし断熱材の縫い付けに高度な裁縫技術が必要で継承が難しい。NASAは火星探査など3つの宇宙計画で別々に合計2億ドルを投じて新型宇宙服を開発してきたが、難航している。難航している理由の一つとして、宇宙飛行士の今後の長期的な活動計画が不透明な点も挙げられる。例えば、月での船外活動と火星での船外活動では温度、放射線量、圧力、そして可動性と、宇宙服に求められる仕様も大きく異なる。火星到達までの科学的道筋において議論するべきことも多く、そのための船外活動に関する計画の詳細が不透明なまま高価な宇宙服の予算を組むことが難しい。
NASAはアルテミス計画に合わせ、アクシオム・スペースに新しい宇宙服となる「探査船外活動移動ユニット（xEMU）」を発注し、2025年ごろの採用を目指している。アポロ計画時の旧来型と比較して柔軟性と遮熱性能が向上しているという。
アメリカのスペースX社は2017年8月23日、自社開発した宇宙船内用の宇宙服の試作品を初公開。2020年5月30日の打ち上げの際には初使用された。従来の宇宙服から大幅に軽量化された切れ目がないワンピースタイプであり、ヘルメットは3Dプリンターで製作、手袋はクルードラゴンの操縦システムに合わせてタッチパネルに対応している。気圧低下の緊急時に作動する加圧機構が備わるなどの新機軸が盛り込まれたものとなった。外観のデザインは『ワンダー・ウーマン』などハリウッド映画でコスチュームデザイナーを務めるホセ・フェルナンデスが担当し、『スターマン』と通称される。
SFで見られるような、身体にフィットする圧迫式 (Mechanical counter pressure: MCP)  の宇宙服も2007年ごろから研究や試作が進められている

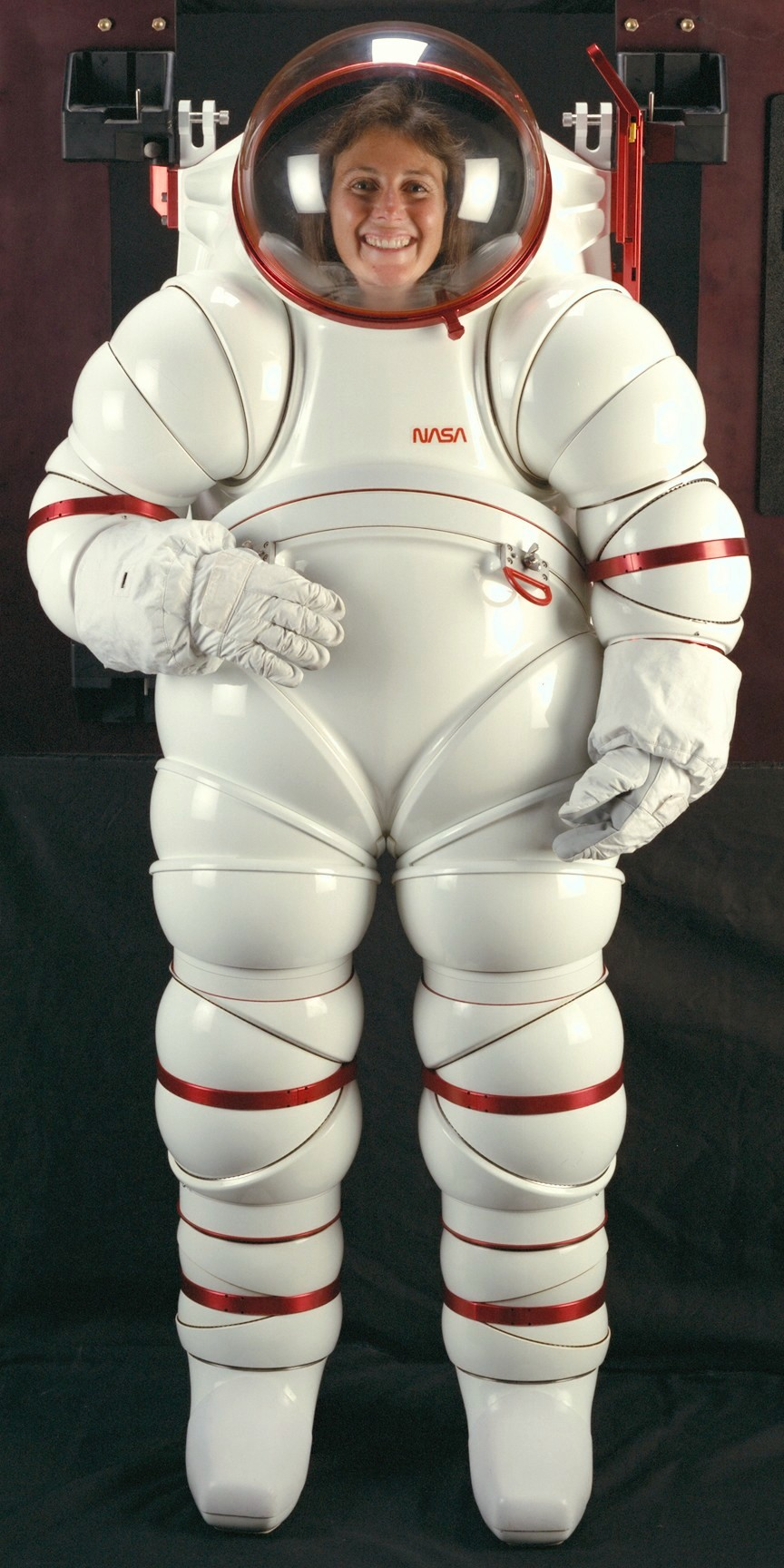
NASAの硬式宇宙服AX-5。ほかに硬式宇宙服としてジョンソン宇宙センター・マークⅢも検討された。

大気圧潜水服のように内部が大気圧（1気圧）で活動でき、血中に窒素の気泡が出る減圧症対策の硬式の宇宙服も検討された。利点として、船外に出る際に与圧の必要がないことと何かの事故で外部の気圧が急激に下がっても内部の影響は極めて小さいことがある。しかし大気圧潜水服は、実用化までに7億ドルもの予算がかかること（シャトル用宇宙服が1億6700万ドル）、重量が300kgから500kgもあり重すぎるためこのようなタイプの宇宙服は開発されていない。

## 他
宇宙服についている温度調節などの切り替えスイッチの文字は鏡に映したように、左右逆になっている。宇宙服の中に入った状態では、頭を動かしてスイッチを見ることが出来ないため、腕に取り付けられた手鏡状の金属でスイッチなどを映して操作する際に見やすくなるようにしているのである。
アメリカのEMU宇宙服は、1着あたり1,000万ドル（約10億5千万円）の費用とのことである。また、宇宙服のサイズの関係から、船外活動に携わる宇宙飛行士は165cm以上の身長を求められる。
宇宙服の靴底にアメリカ国旗を彫ることで、アポロ計画の月面歩行時に国旗を刻印しようという計画が上がったが、宇宙条約に反することと他国の反対で、全ての国について禁止となった。
アメリカでは、無重力下の船外活動用宇宙服と月面（惑星面）活動用の宇宙服を使い分けている。前者は両脚がほとんど役に立たないことを考慮し、腰から下は硬く曲がらないように作られているが、後者は歩行することを考慮し、可動部分が多い仕様となっている。

## 船内服
- ポロシャツ（滞在15日毎に1枚）、下着（3日毎に1枚）、作業服 - 着用後は他の廃棄物と共に空の補給船に詰め込まれた後、地球に向けて放出され大気圏突入で焼却処分される（洗濯することはない）[17]。
- 船内与圧服 - 打ち上げ、帰還、ドッキング作業、空気漏れ等が起きた時に着用する。船から生命維持用の空気が提供される。
  - ソビエト連邦では、1971年のソユーズ11号帰還時の空気漏れ窒息事故の教訓を受けて、1973年にソコル宇宙服を着用するようになった
  - アメリカ合衆国では、1986年のチャレンジャー号爆発事故を受けて、1988年にLaunch Entry Suit（英語版）（通称：パンプキンスーツ）を着用するようになった。

## 一覧
ロシア、ソビエト連邦
- SK-1宇宙服 - 世界初の有人宇宙飛行に使われた宇宙服
- ベールクト宇宙服 - 1965年、世界初の宇宙遊泳に使用された宇宙服
- ヤストレブ宇宙服 - 2度しか使わなかった船外活動用宇宙服
- クレチェット-94宇宙服（英語版） - 月面探査用宇宙服
- オーラン宇宙服(Орлан、ウミワシ) - 1977年から現在まで使用されている船外活動用装備。
- 船内与圧服
  - ストリージ宇宙服（英語版） - 宇宙往還機ブランの搭乗員が装備した船内与圧服
  - ソコル宇宙服 - 1973年から現在まで使用されるソユーズの打ち上げ・降下時に装備し、緊急時の射出座席の衝撃から乗員を守る船内与圧服（それ以前のソユーズでは船内与圧服は着用されていない）[18]

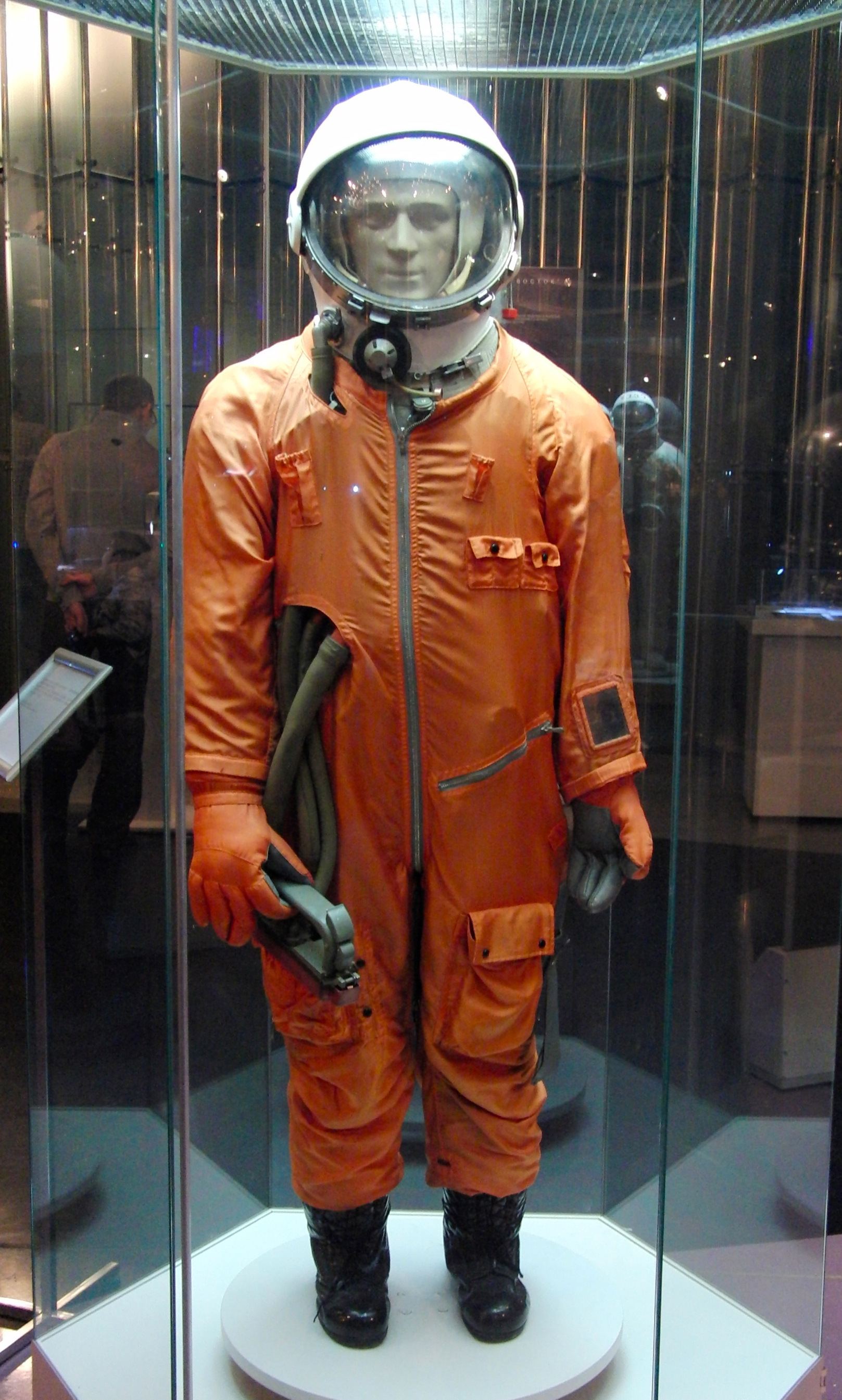
SK-1宇宙服
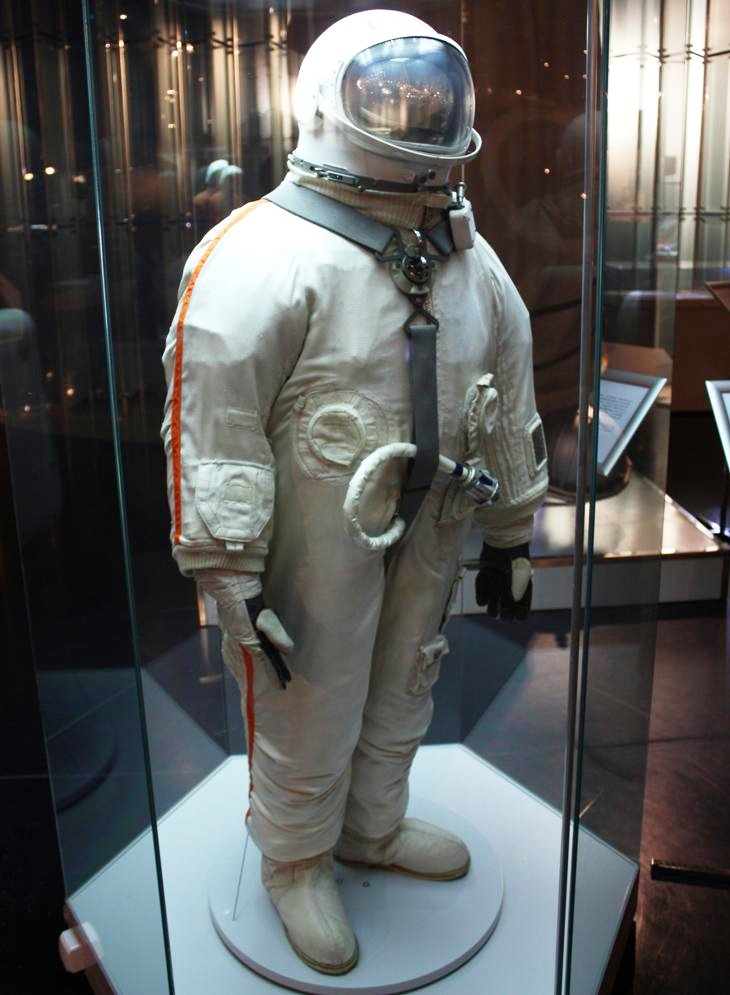
ベールクト宇宙服
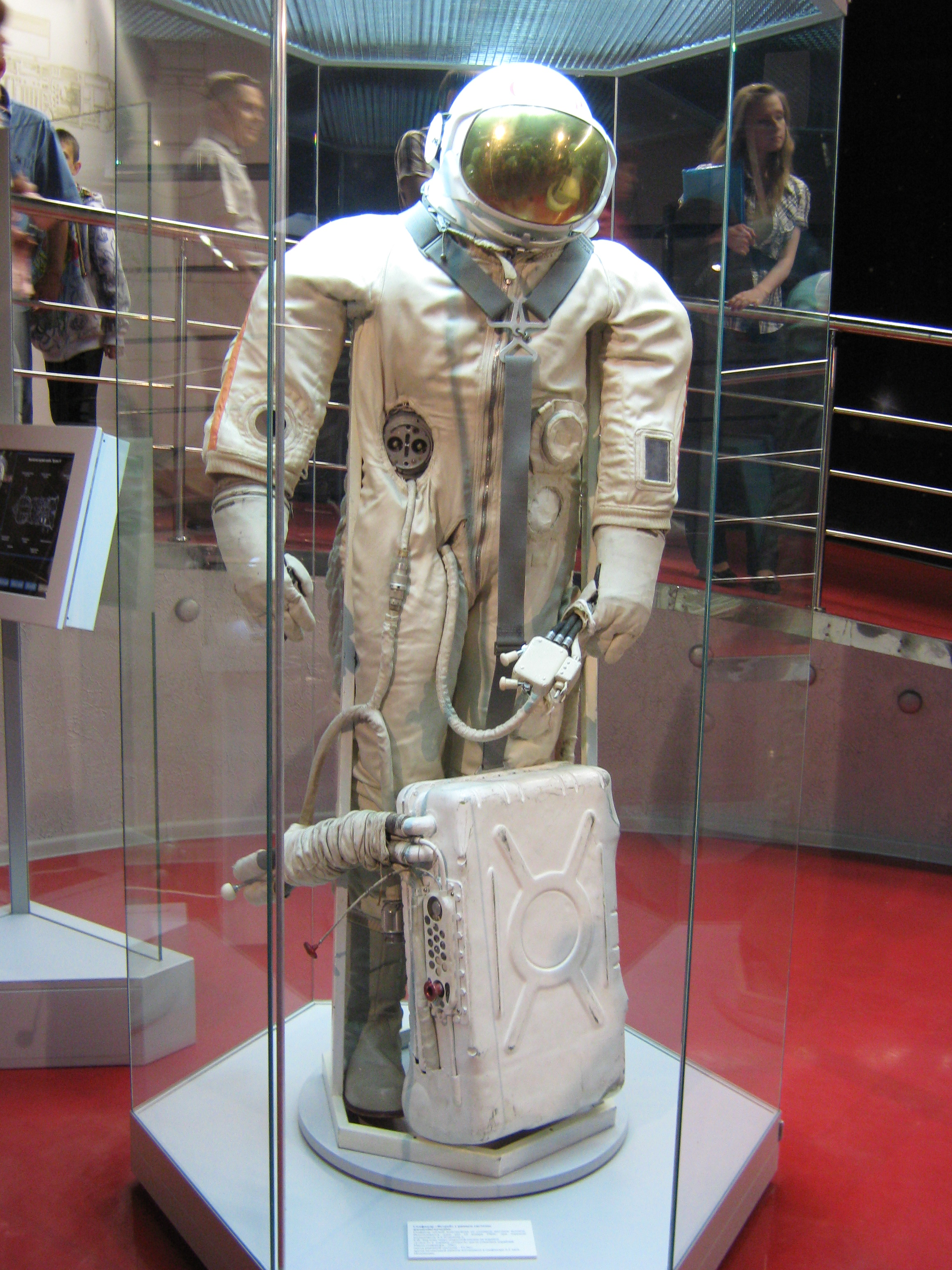
ヤストレブ宇宙服
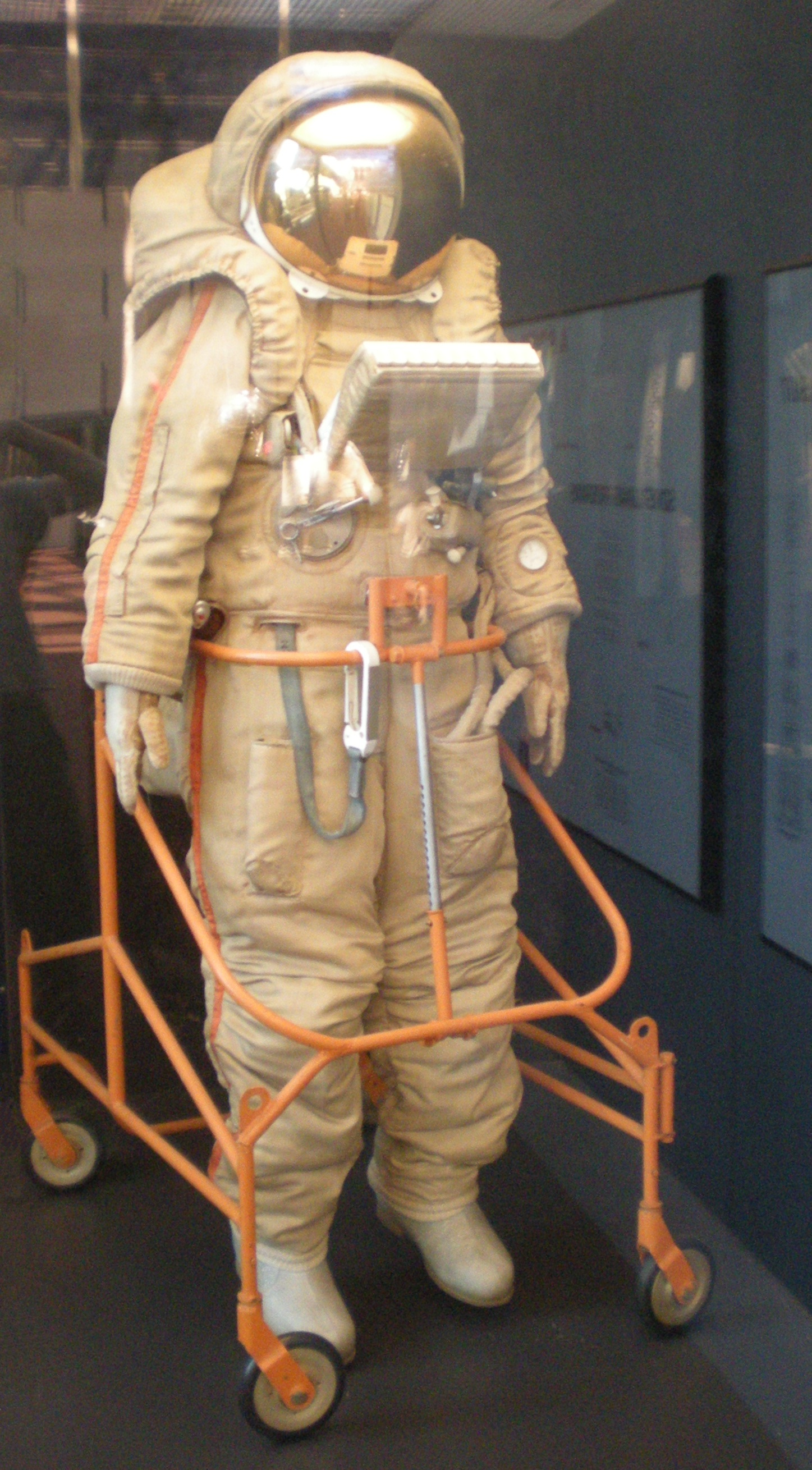
クレチェット宇宙服
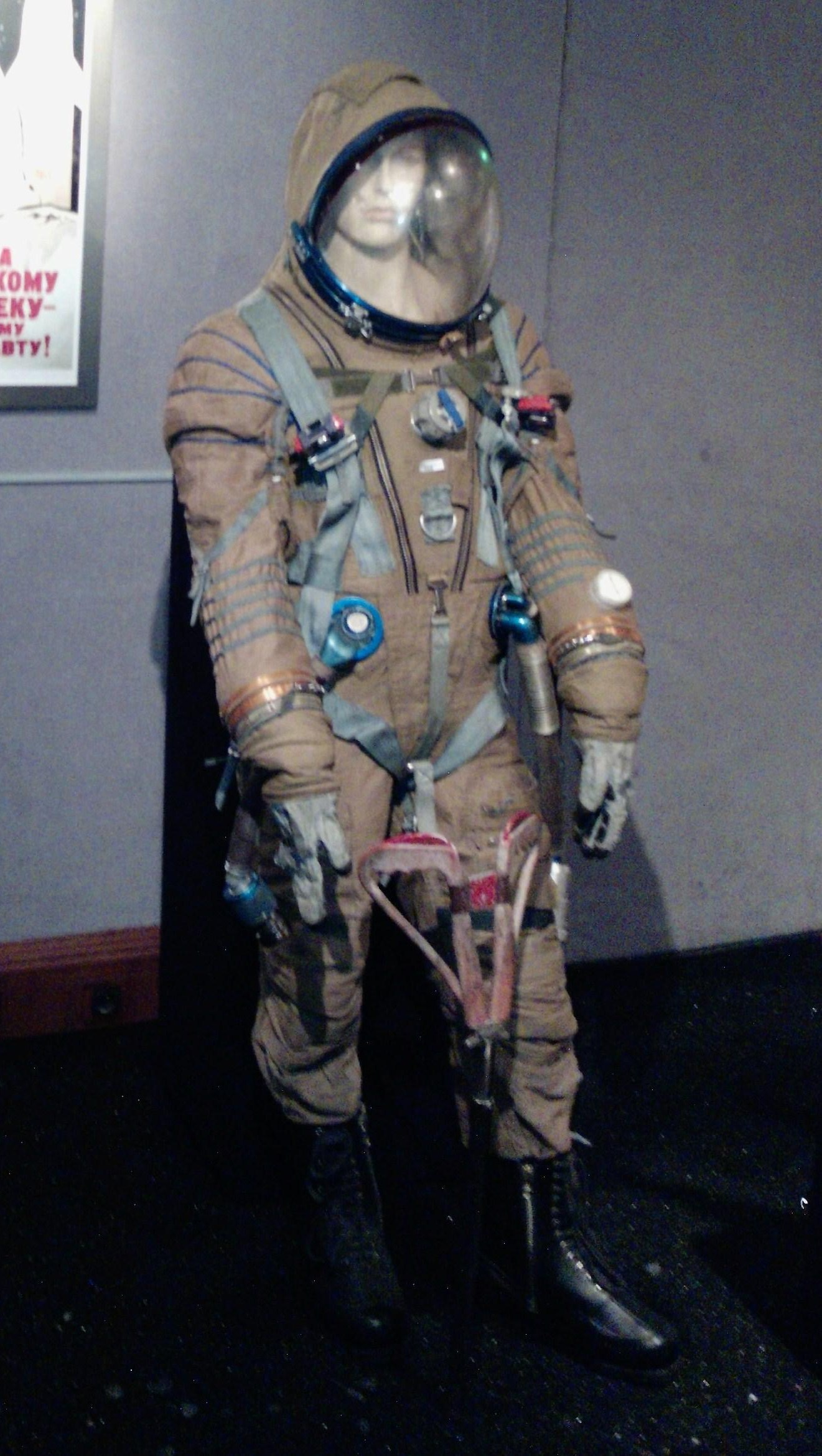
ストリージ宇宙服
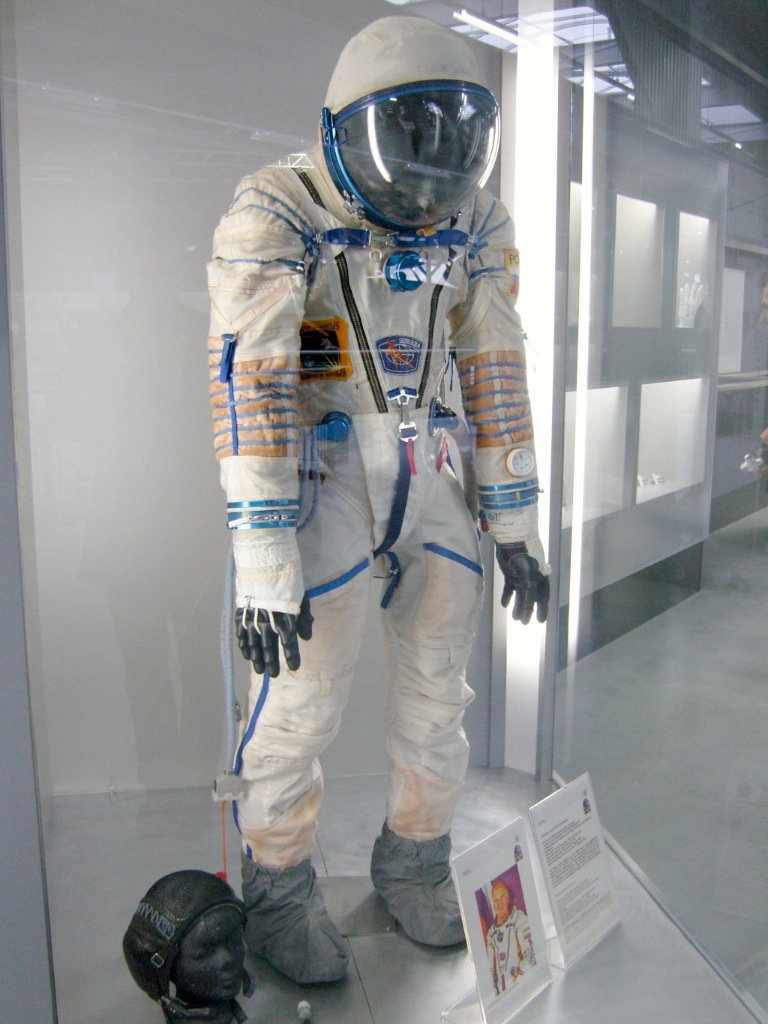
ソコル-KV2宇宙服
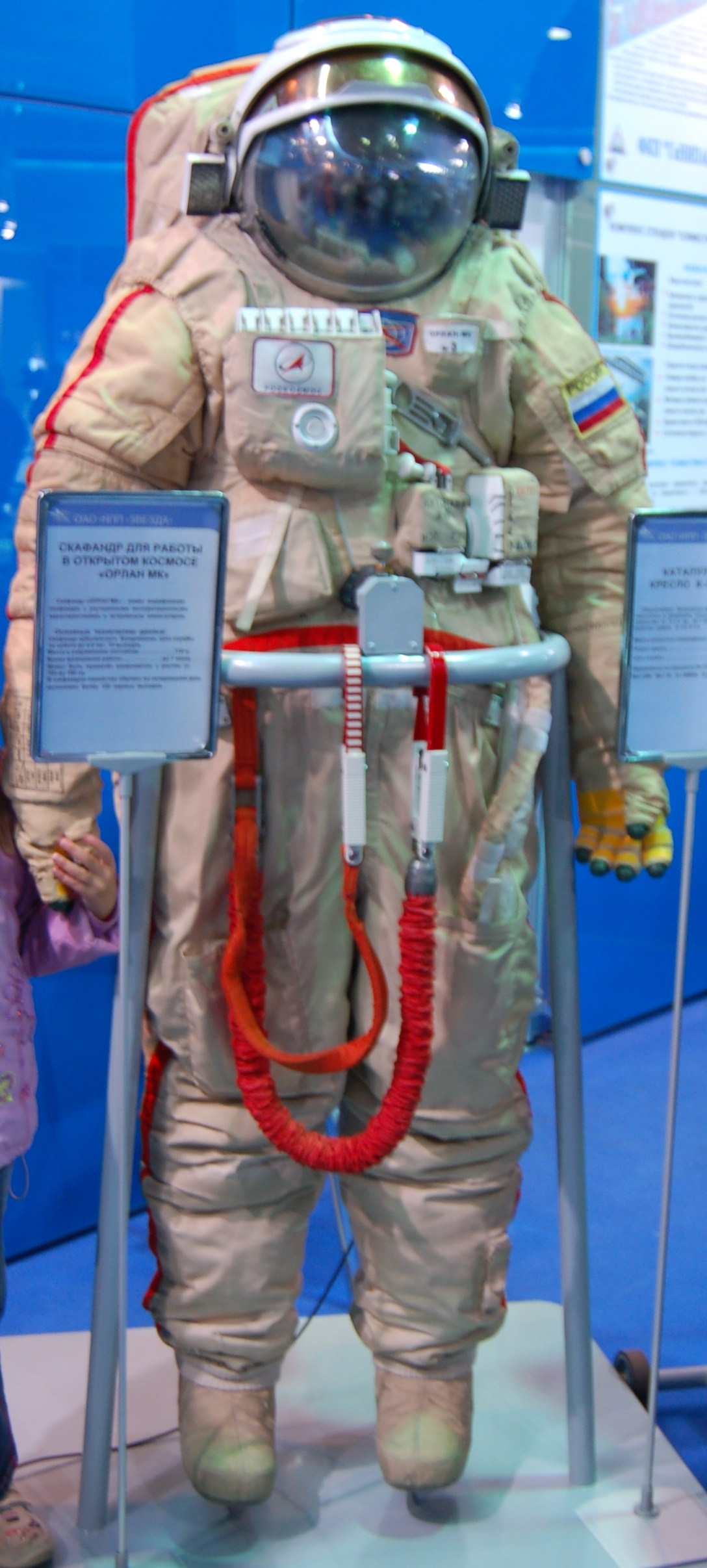
オーラン宇宙服

アメリカ
- Navy Mark IV（英語版） - マーキュリー計画で使用された。
- Gemini space suit（英語版）
- アポロ/スカイラブA7L（英語版）
- Zシリーズ宇宙服（英語版）
- 船外活動ユニット - 1982年以降、ISSやスペースシャトルなどで使われている現行型。
- xEMU - EMUの後継となる宇宙服。開発中
- 船内与圧服（通称：パンプキンスーツ） - スペースシャトル内で使用された装備
  - ランチ・エントリー・スーツ（英語版）
  - アドバンスド・クルー・エスケープ・スーツ（英語版） - スペースシャトルで使用された
  - Shuttle Ejection Escape Suit（英語版） -  STS-1 (1981) から STS-4 (1982)まで使用された射出座席とセットで着用された宇宙服

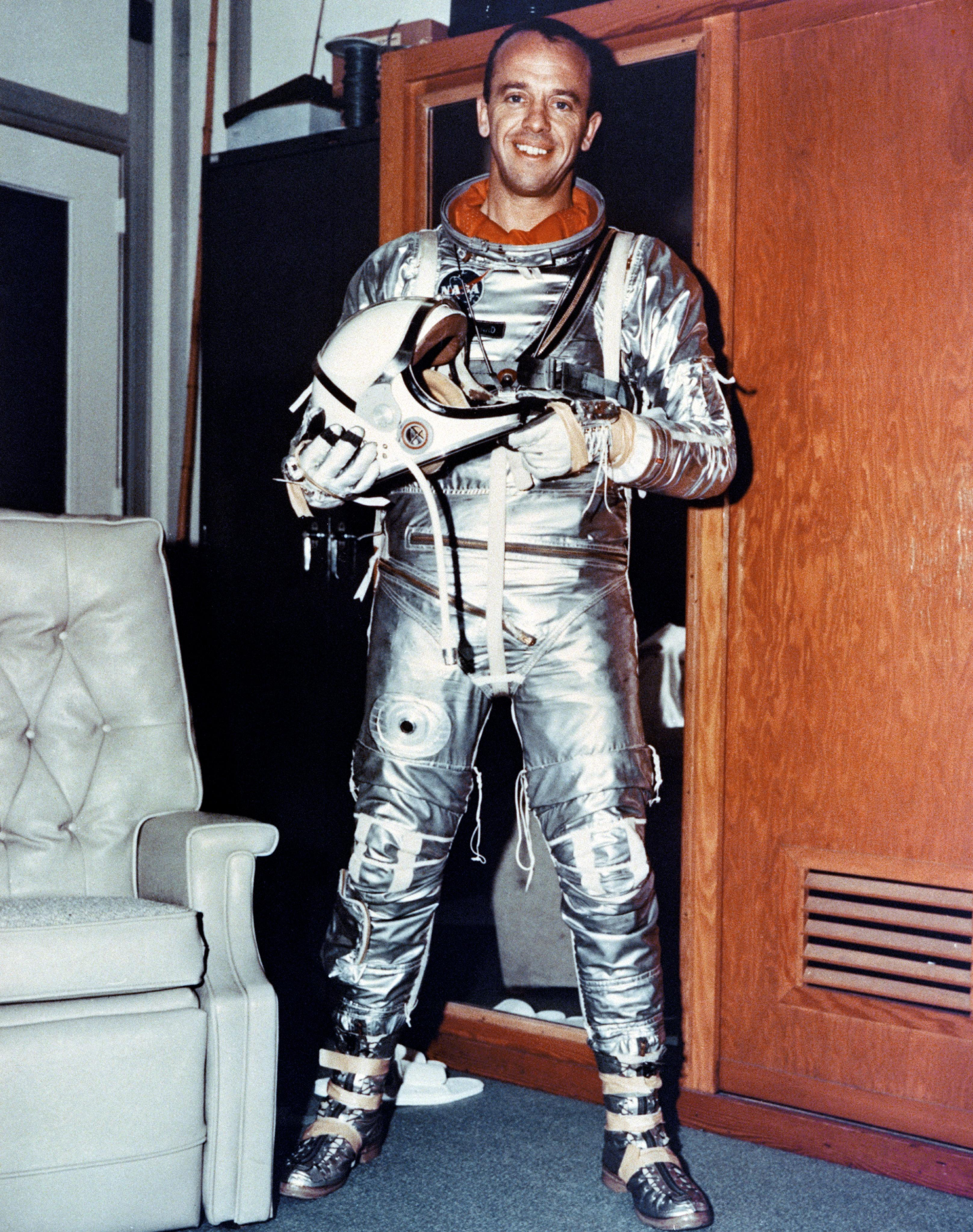
Mercury suit
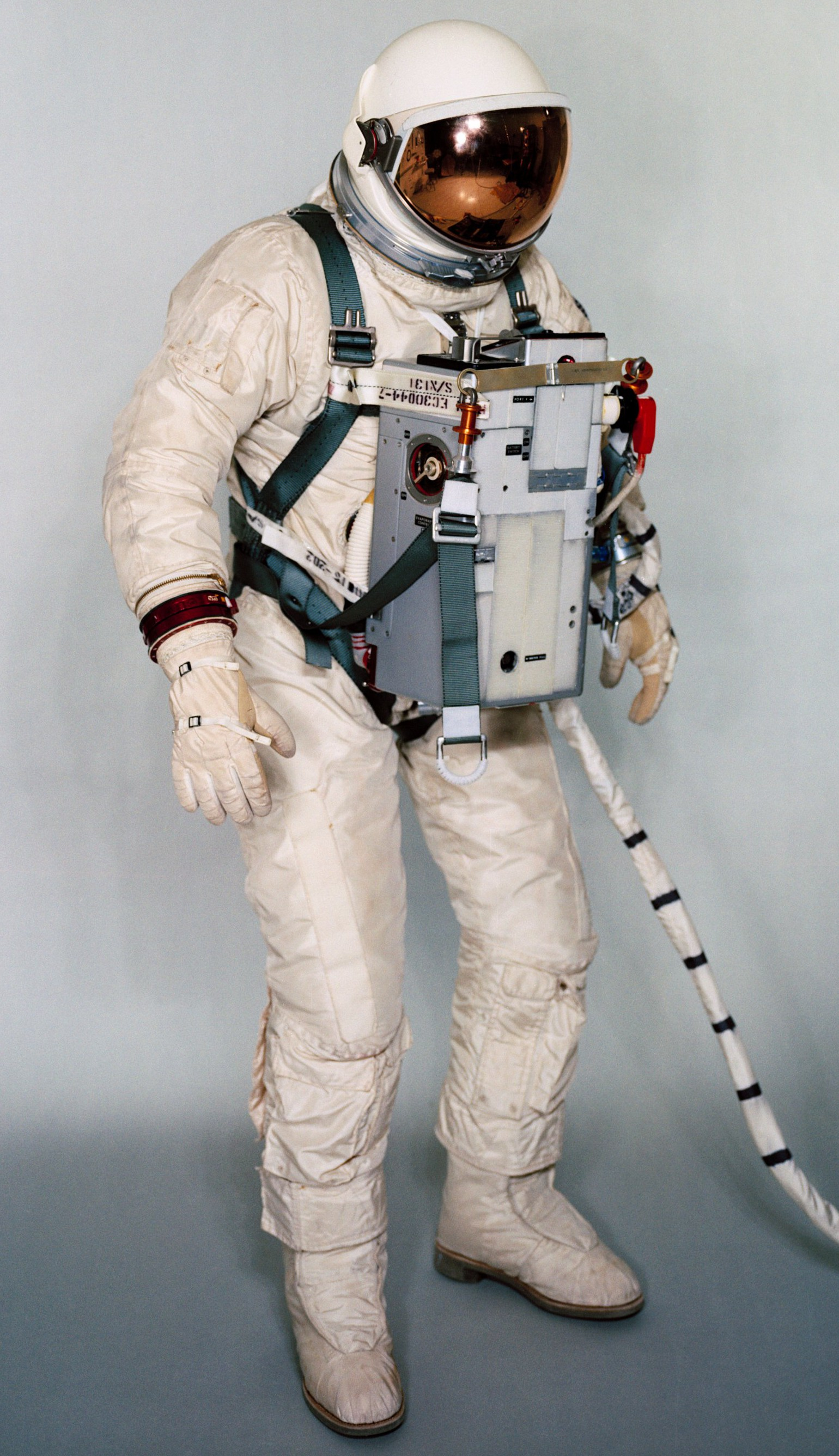
Gemini G4C suit
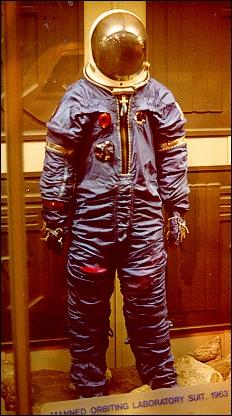
Manned Orbital Laboratory MH-7 space suit
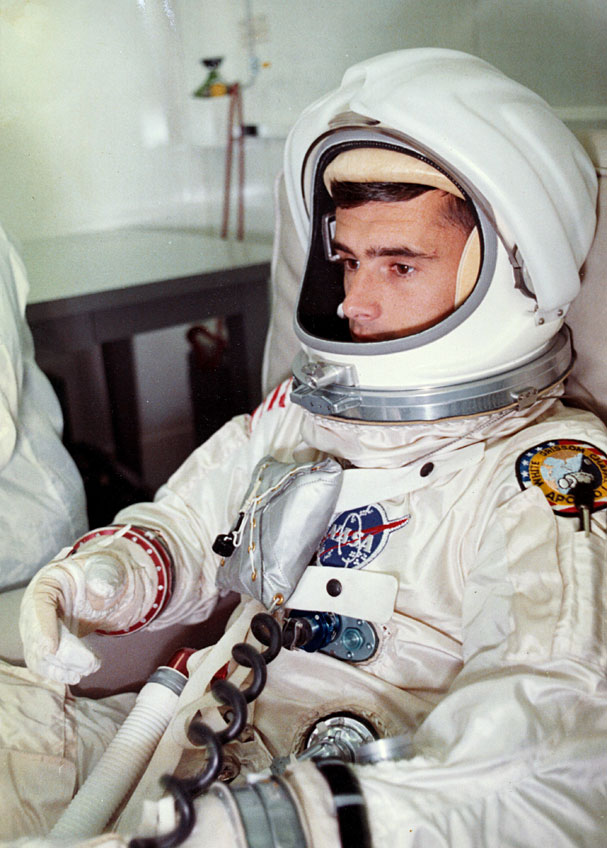
Apollo Block I A1C suit
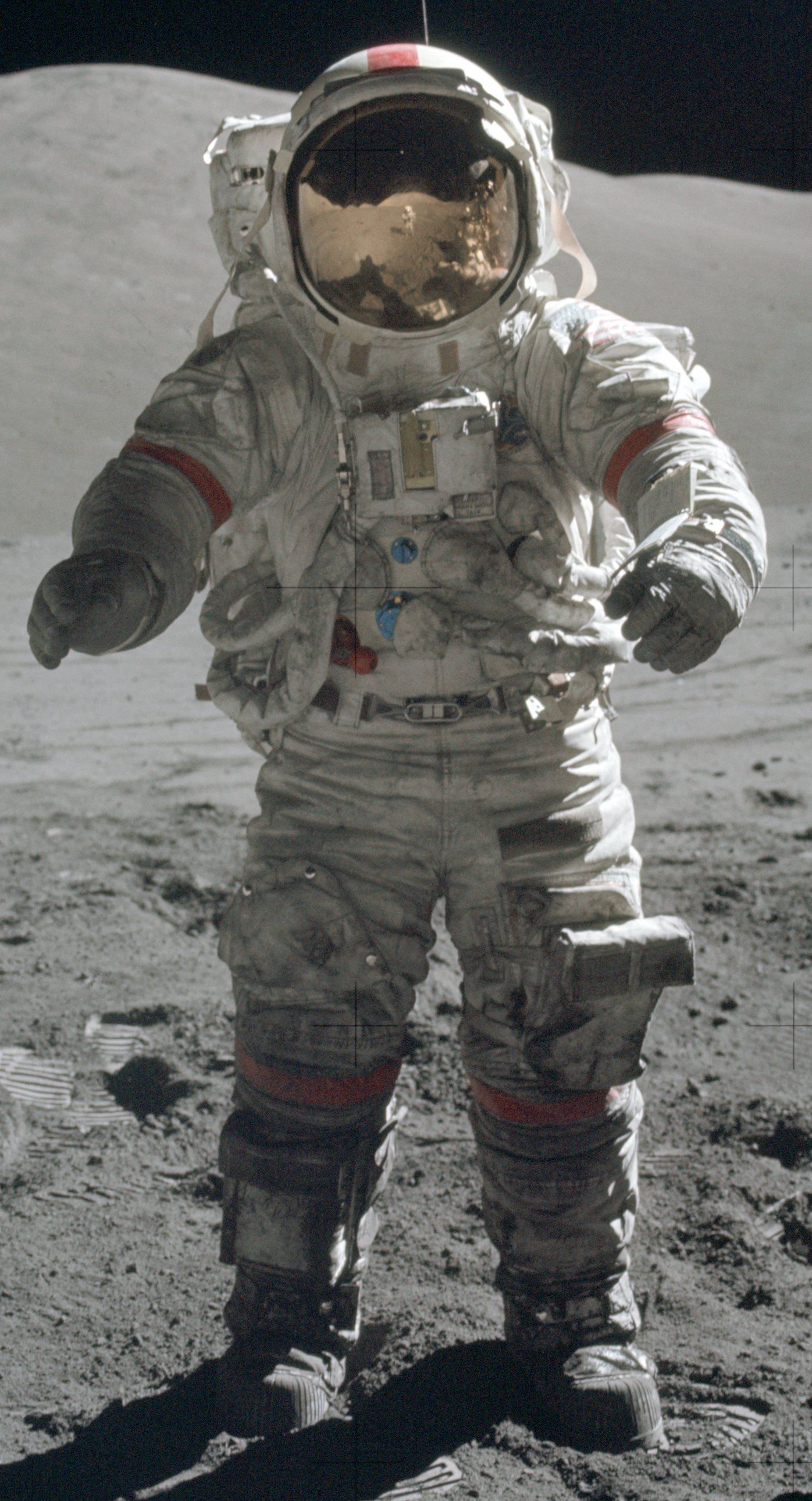
Apollo Block II/Skylab A7L EVA and Moon suit
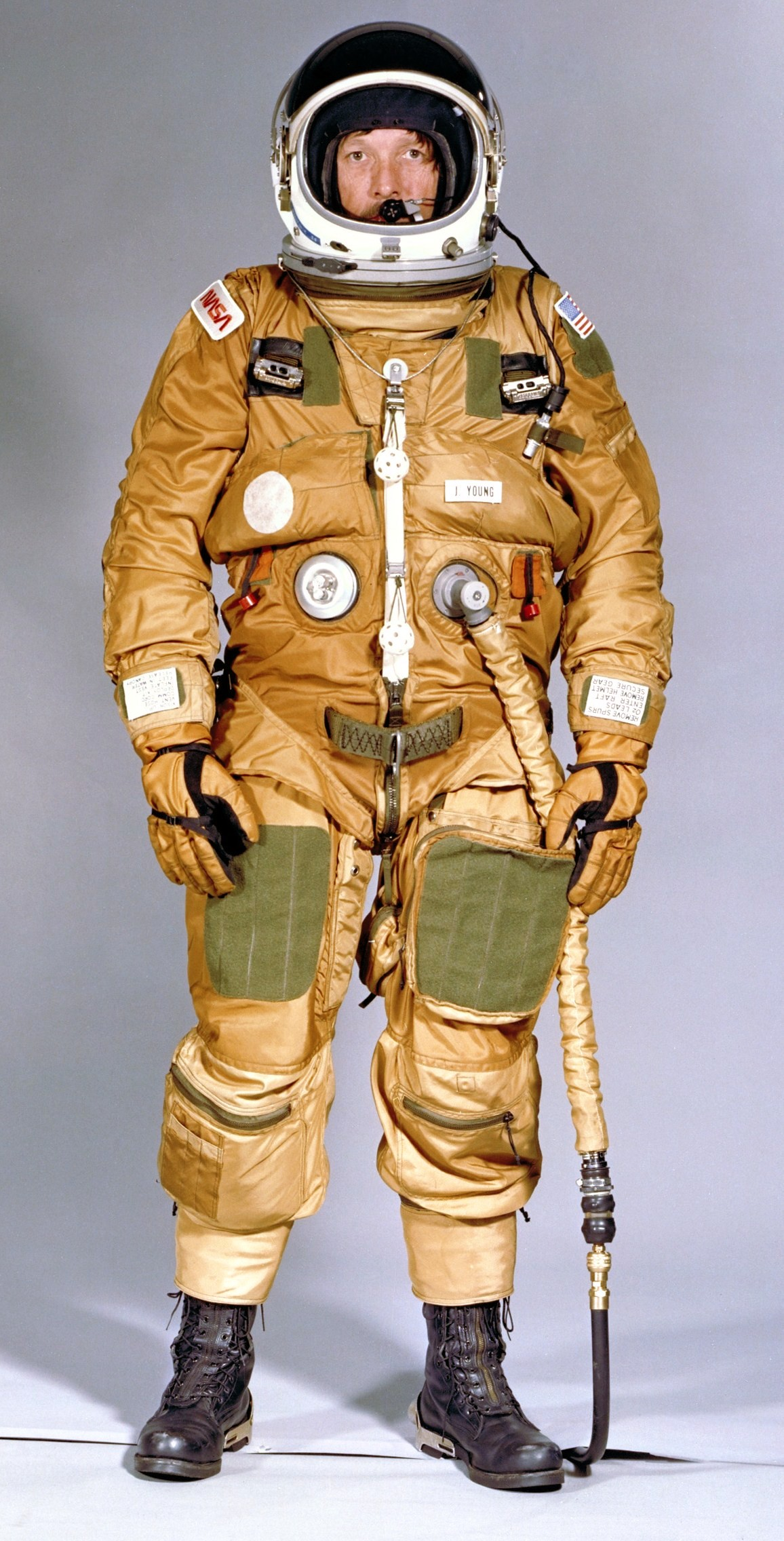
Shuttle Ejection Escape Suit
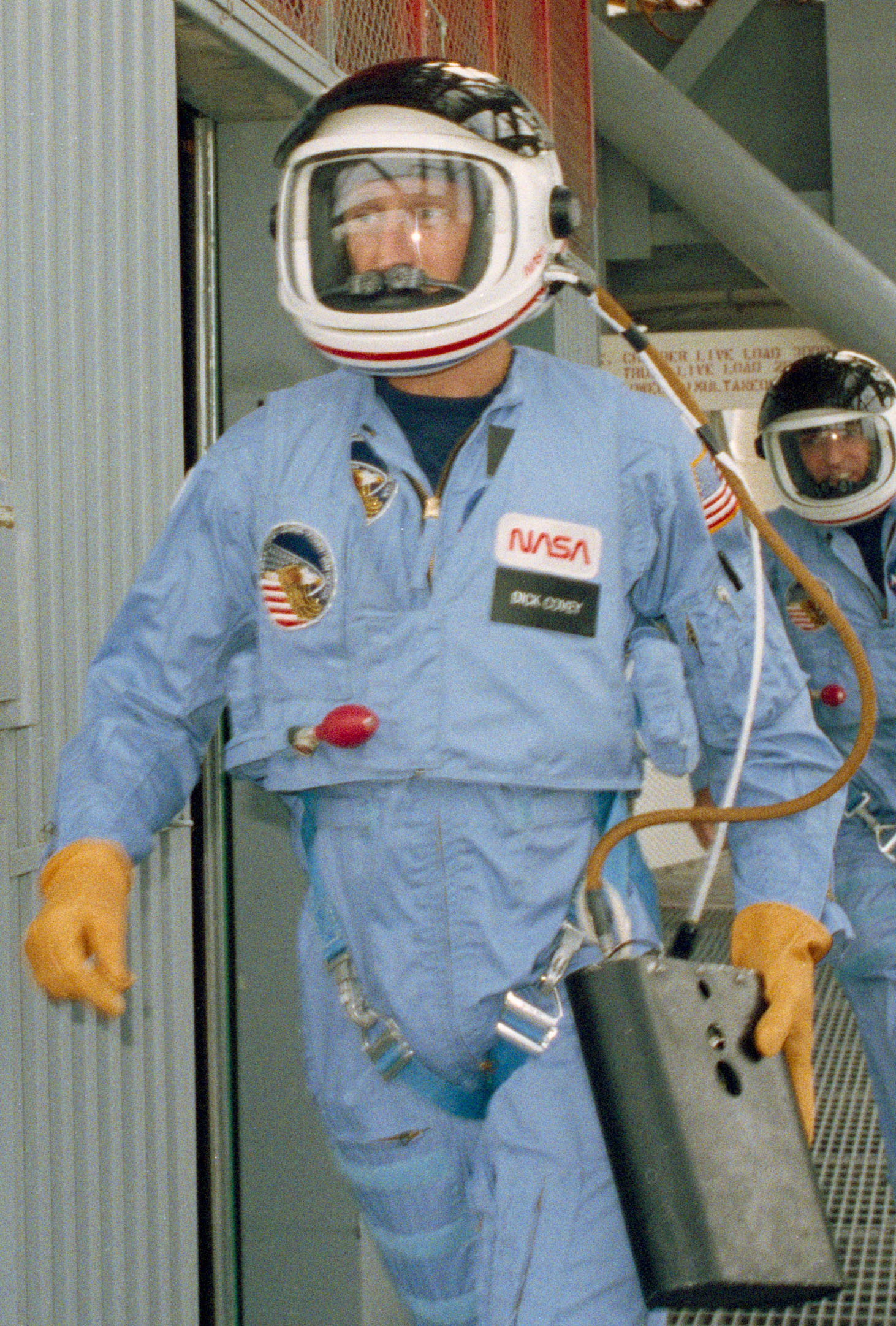
Shuttle Flight Suit
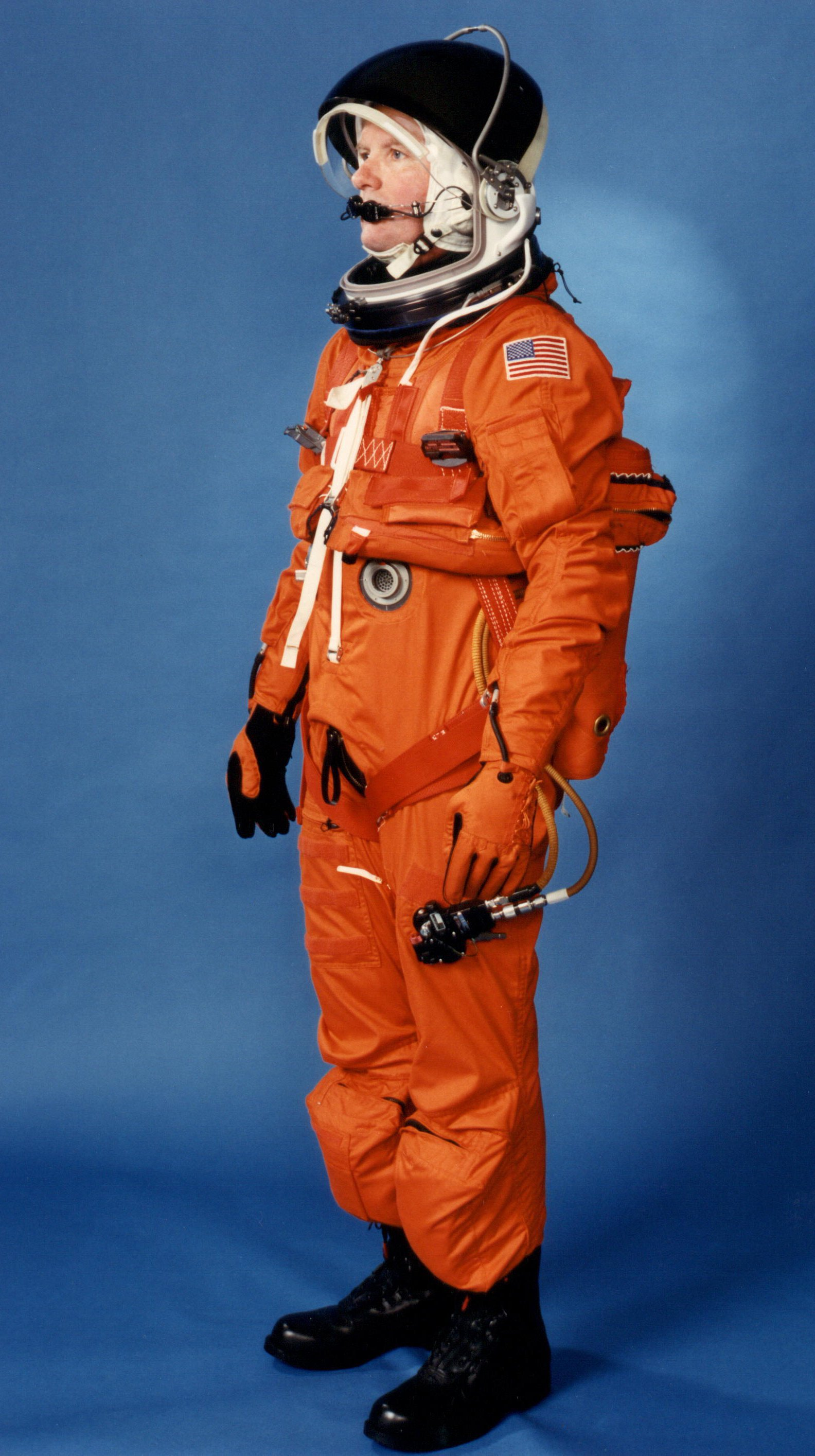
Launch Entry Suit
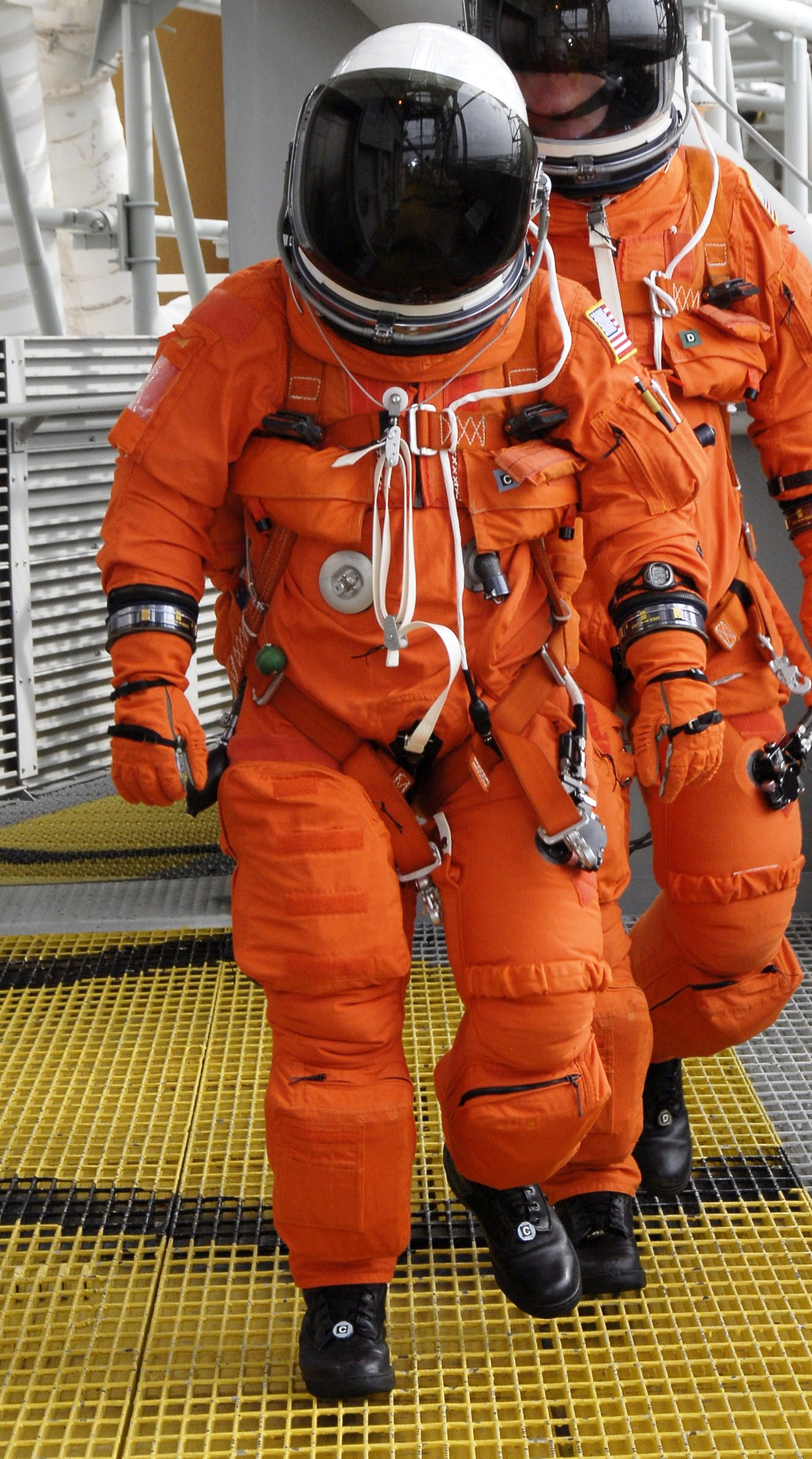
Advance Crew Escape System Pressure Suit
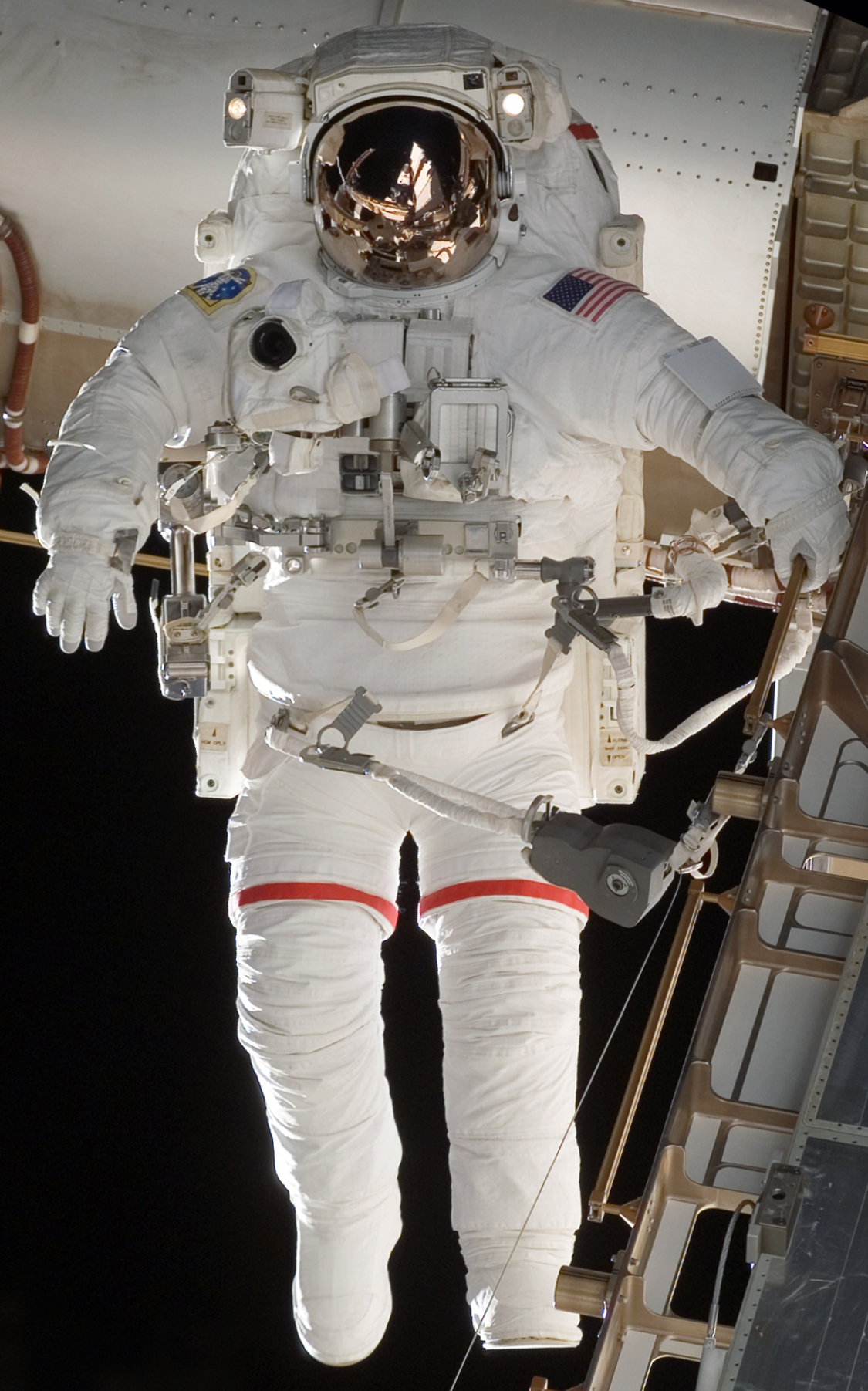
Extravehicular Mobility Unit

中国
- 中国では「太空衣」、「航天服」と呼ぶ。いくどか計画され、キャンセルされている。ロシアのオーラン宇宙服-M を輸入した海鷹と呼ばれる物も使用された。
- 神舟宇宙船内宇宙服
- 飛天 (宇宙服) - 中国初の宇宙遊泳に使用された。

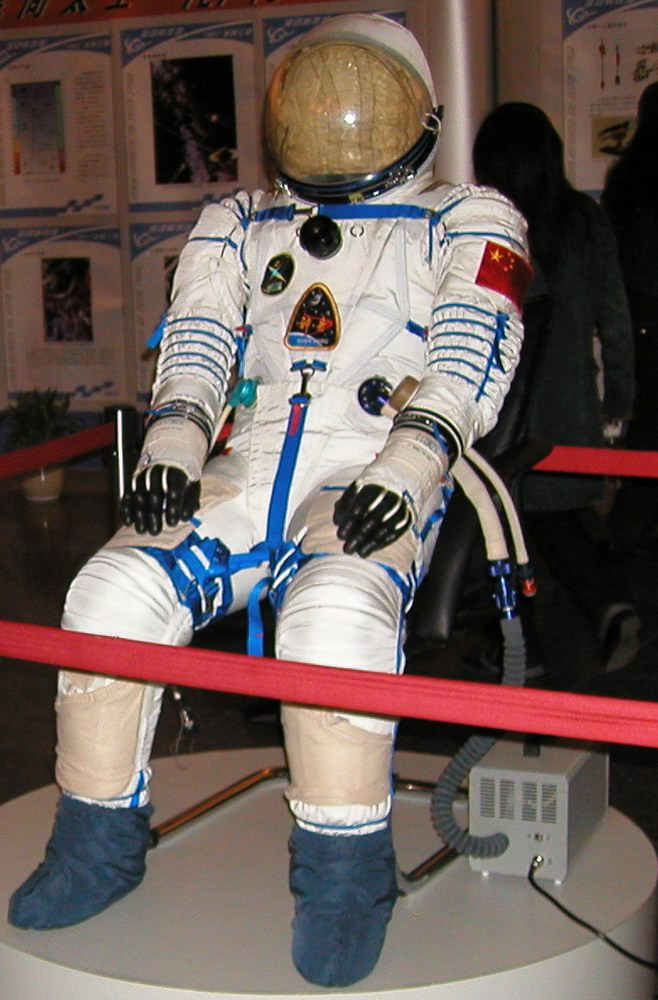
神舟宇宙船内宇宙服
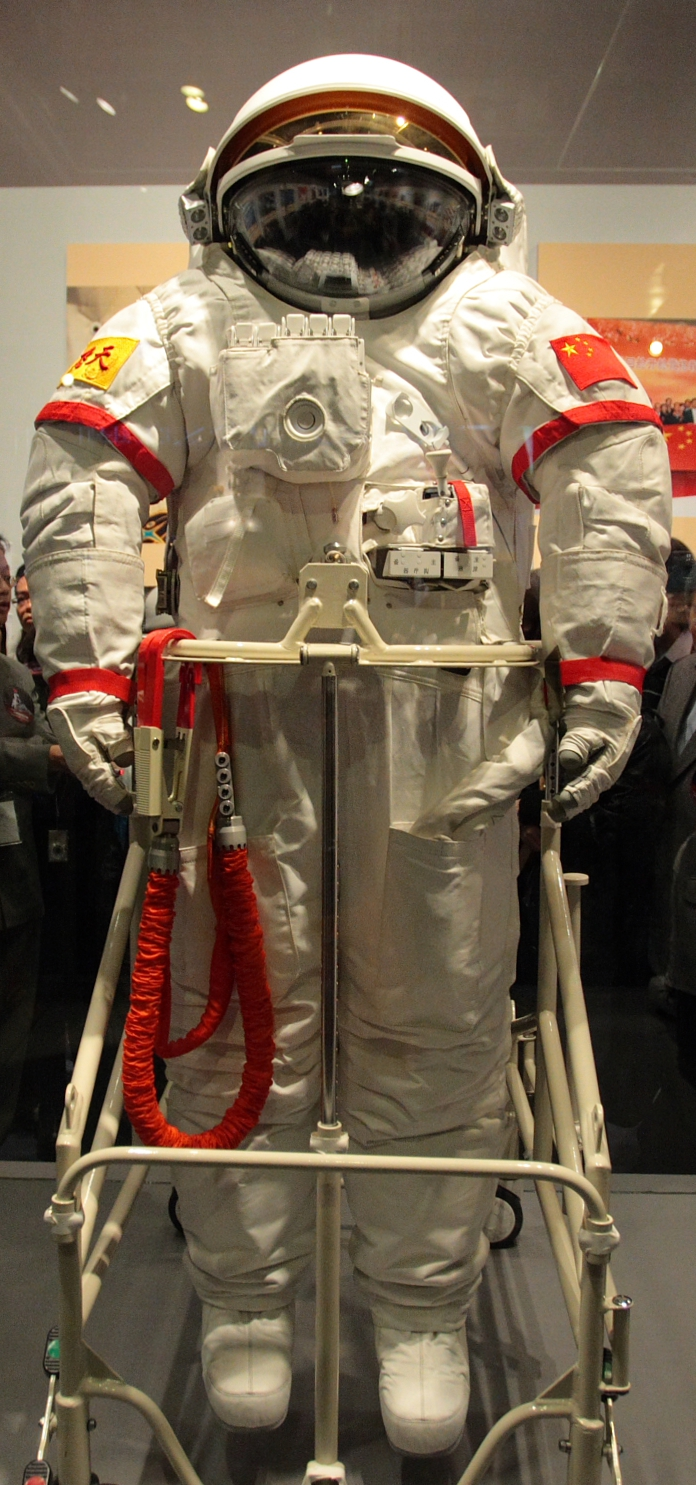
飛天宇宙服

他
- スターマンスーツ - スペースXが開発したスーツ。

開発中の国
2009年現在、宇宙服を開発・保有している国はアメリカ、ロシア及び中国のみである。また、カナダと欧州で、研究が進められている。
日本は2011年に完成した国際宇宙ステーション（ISS）計画に参加し、NASA等と共同で将来の月面探査計画にも参加を行うことを考慮して技術蓄積を行うために、宇宙航空研究開発機構 (JAXA) は国産宇宙服の検討を行っている。開発を検討するのは次世代型の船内服及び船外服で、船外服の最終目標は運用圧力1気圧、重量20kg、活動時間一週間を目指す。現在は手動で行われている温度管理を自律的に行い、燃料電池を搭載（現在のEMUは銀亜鉛電池を使用）、グローブやブーツにパワーアシスト機能を盛り込むなど、最先端の技術を結集するコンセプトで検討が行われているが、2021年現在も具体的な研究開発は行われていない。

## 宇宙服アセンブリ

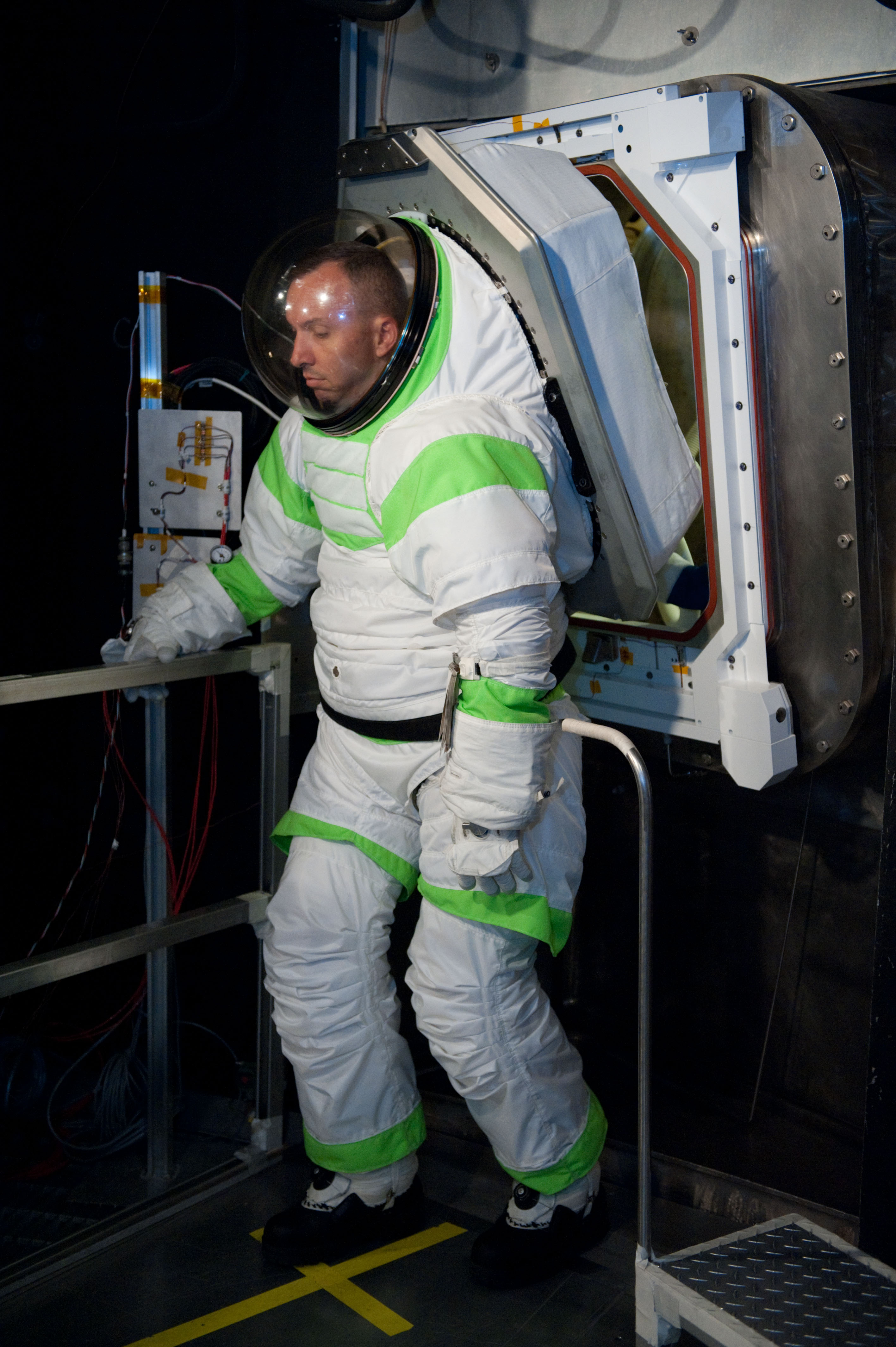
スーツポートのテストを行うZシリーズ宇宙服。

- 液体冷却服（英語版）
- 集尿具（英語版）（宇宙用おむつ） - 服を脱ぐことも難しく、水が肌に張り付く宇宙空間で必須のアイテム[19]。
- 宇宙飛行士推進ユニット - 宇宙空間を移動するための装備。SAFERのほか、宇宙銃(兵器ではなく小型の手持ち推進ユニット)、ソビエト連邦のSPK などがある。
- スヌーピーキャップ - 宇宙飛行士が頭に装備する送受信装置。付けた姿が漫画『ピーナッツ』に登場するビーグル犬スヌーピーに似ていることから。
- スーツポート - エアロックの代替技術であり、危険な環境や有人宇宙飛行、特に惑星の表面探査で使用するために設計され、汚染を軽減する能力の点で、従来のエアロックよりも優れている。

## フィクションにおける宇宙服
宇宙服はSF小説やSF映画・特撮、SFアニメに頻繁に登場する。現在の人類より進んだ技術が登場する未来が舞台だったり、異星人が登場したりする作品では、上記のように薄型でも装着者を保護できるデザインになっていることが多い（機動戦士ガンダムシリーズのノーマルスーツなど）。
- 宇宙靴（英語版）（グリップシューズ、磁力靴） ‐ 足裏に磁石が付いており、宇宙船に接地できるようになっている。